# Phaedrotettix bilineatus
Phaedrotettix bilineatus är en insektsart som beskrevs av Marius Descamps 1975. Phaedrotettix bilineatus ingår i släktet Phaedrotettix och familjen gräshoppor. Inga underarter finns listade i Catalogue of Life.